# Yohan Cabaye
Yohan Cabaye, född 14 januari 1986 i Tourcoing, är en fransk före detta fotbollsspelare (mittfältare). Hans yngre bror Geoffrey är också fotbollsspelare.

## Karriär

### Newcastle United
Den 10 juni 2011 blev Cabayes övergång till Newcastle officiellt bekräftad och han skrev på ett femårskontrakt med klubben.

### Paris Saint Germain
Den 29 januari 2014 blev Yohan Cabaye klar för franska Paris Saint Germain. Han skrev på ett kontrakt fram till sommaren 2017.

### Crystal Palace
Den 10 juli 2015 värvades Cabaye av engelska Premier League-klubben Crystal Palace, där han skrev på ett treårskontrakt.

### Al-Nasr
Den 3 juli 2018 värvades Cabaye av Al-Nasr i Förenade Arabemiraten, där han skrev på ett tvåårskontrakt. I januari 2019 lämnade Cabaye klubben.

### Saint-Étienne
Den 27 augusti 2019 värvades Cabaye av Saint-Étienne, där han skrev på ett ettårskontrakt.
Den 19 februari 2021 meddelade Cabaye att han avslutade sin fotbollskarriär.